# Isabelle Mergault
Isabelle Mergault, née le 11 mai 1958 dans le 14e arrondissement de Paris, est une actrice, réalisatrice, scénariste, dramaturge, chroniqueuse et romancière française.
Dans les années 1980, elle enchaîne les seconds rôles, généralement comiques, où elle joue de sa dyslalie. Mais en 1991, elle décide d'arrêter sa carrière d'actrice et de se consacrer à l'écriture, notamment de scénarios. En 2005, elle écrit et réalise son premier film, Je vous trouve très beau, qui lui vaut un succès public et critique et un César du meilleur premier film, puis réalise trois autres films : Enfin veuve (2008), Donnant donnant (2010) et Des mains en or (2023).
Après avoir joué dans plusieurs pièces de théâtre, dont deux de Laurent Ruquier, elle écrit ses propres pièces de comédie dans lesquelles elle joue également : L'Amour sur un plateau (2011), Adieu je reste ! (2012), Ouh Ouh (2014), Ne me regardez pas comme ça ! (2015), La Raison d'Aymé (2018) et Elle & Lui (2020).
En parallèle, elle participe en tant que chroniqueuse aux différentes émissions radiophoniques et télévisuelles de Laurent Ruquier, notamment aux Grosses Têtes sur RTL.

## Biographie

### Enfance et formation
Isabelle Mergault est née à Paris le 11 mai 1958 d'un père chirurgien et d'une mère chercheuse en médecine et dermatologue. Elle grandit à Aubervilliers avec son frère et sa sœur. Elle passe son baccalauréat en candidate libre avant d'étudier à l'école des Beaux-Arts. Parallèlement, entraînée par une copine, elle prend des cours de théâtre.
Atteinte d'un « chuintement » (défaut de prononciation sur les sons « ch » (/ʃ/) et « j » (/ʒ/)), elle consulte un orthophoniste à l'âge de 18 ans. Mais ce dernier lui conseille de garder cette particularité qui lui permettra, selon lui, de se différencier dans le milieu du théâtre. Persévérant dans cette voie en courant les castings, elle travaille également comme secrétaire sténo-dactylo.

### Carrière d'actrice (années 1980)
En 1979, elle décroche son premier rôle dans La Dérobade de Daniel Duval où elle joue une prostituée. Elle obtient un autre petit rôle en 1981 dans Diva de Jean-Jacques Beineix en tant que la fille du jeu vidéo.
Dans les années 1980, son chuintement lui fait enchaîner les seconds rôles comiques, comme On n'est pas des anges... elles non plus et Les hommes préfèrent les grosses en 1981, ou Pour cent briques, t'as plus rien... et Ça va faire mal ! en 1982. Elle se fait remarquer en 1985 dans le rôle d'une professeur lunatique dans P.R.O.F.S de Patrick Schulmann.
Elle est également présente à la télévision dans différents téléfilms et séries télévisées, elle joue par exemple Miss Lulu, la babysitteur de Yolande, dans huit épisodes de Navarro de 1989 à 1991.

### Les Grosses Têteset scénariste de cinéma (années 1990)
Parallèlement à son activité d'actrice, son exubérante gaieté et sa gouaille délurée lui permettent d'intégrer en 1988 Les Grosses Têtes de Philippe Bouvard sur RTL et TF1 en 1992, ce qui la fait accéder à une certaine notoriété à la radio et à la télévision.
En 1991, elle décide d'arrêter sa carrière d'actrice et apparaît pour la dernière fois sur grand écran dans Les Clés du paradis de Philippe de Broca. Elle se consacre alors à sa véritable passion : l'écriture. Elle écrit les scénarios et dialogues d'épisodes de séries télévisées et de films, comme ceux de Voyage à Rome de Michel Lengliney en 1992 et Meilleur Espoir féminin de Gérard Jugnot en 1999.
Au théâtre, elle s'essaye au one-woman-show avec C.Q.F.D., joué au Théâtre de Dix heures du 1er avril au 31 juillet 1997,, mais elle ne rencontre pas le succès[réf. souhaitée].

### Succès dans la bande à Ruquier et passage à la réalisation (années 2000)
Côté radio, elle rejoint en 1998 son ami Laurent Ruquier pour la dixième et dernière saison de son émission Rien à cirer, sur France Inter. Elle le suit pour On va s'gêner, sur Europe 1, dès l'année suivante. Pilier de la bande à Ruquier, elle est aussi chroniqueuse dans l'émission On a tout essayé du même animateur sur France 2,. Son défaut de prononciation fait rire ses camarades, comme Laurent Ruquier, Jacques Martin et  Olivier de Kersauson.
En mai 2003, elle commente avec Laurent Ruquier, pour France 3, le Concours Eurovision de la chanson se déroulant à Riga, en Lettonie.
Le succès rencontré par sa bande à la radio et la télévision conduit Laurent Ruquier à leur écrire une pièce : la première, La presse est unanime, est jouée en 2003 par Isabelle Mergault, notamment aux côtés de Gérard Miller et Isabelle Alonso. Le succès l'amène à tenir le premier rôle féminin de Ruquier, Si c'était à refaire, en 2005, cette fois face à Pierre Palmade.
Cette même année, elle écrit le scénario de Je vous trouve très beau mais hésite à le réaliser elle-même. L'acteur principal Michel Blanc et le producteur Jean-Louis Livi réussissent à la convaincre de passer derrière la caméra, et son premier film sort au début de l'année 2006. C'est un succès public avec 3,5 millions d'entrées ainsi qu'un succès critique récompensé par le César 2007 du meilleur premier film,. Cette comédie agricole lui vaut également d'être nommée en 2007 chevalier du Mérite agricole avec Michel Blanc. Le film rencontre également un beau succès en Allemagne, en Belgique, en Iran et en Israël. 

### Écriture de pièces et retour auxGrosses Têtes(années 2010)

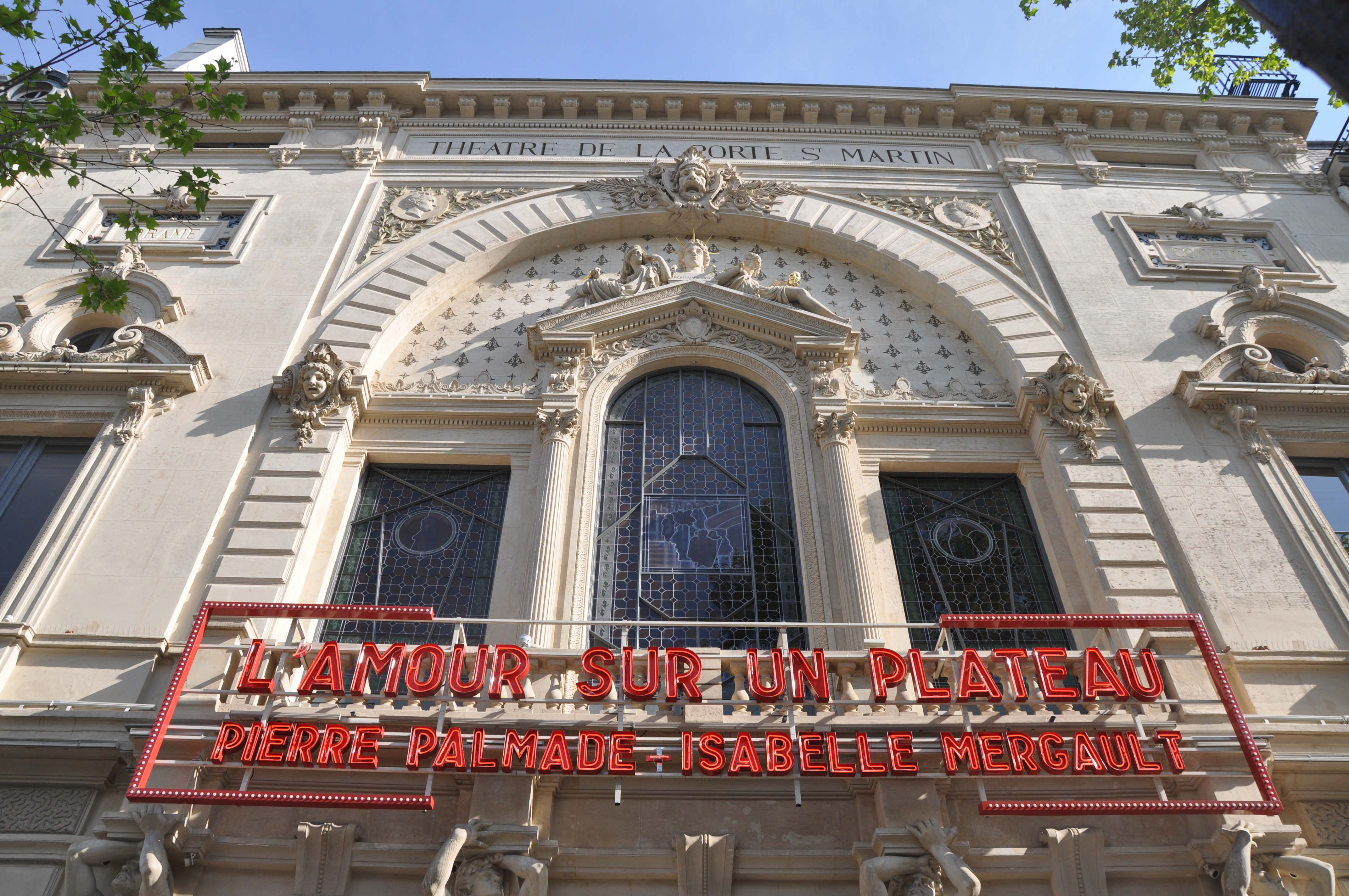
Façade du théâtre Saint-Martin, lieu de sa première pièce, L'Amour sur un plateau, en avril 2011.

En avril 2011, elle fait son retour à la télévision en jouant une prostituée dans le divertissement Le Grand Restaurant II de Pierre Palmade. De mars 2011 à juin 2013, elle est juré occasionnel puis récurrent de l'émission On n'demande qu'à en rire présentée par Laurent Ruquier puis Jérémy Michalak. Toujours fidèle à son ami Laurent Ruquier, elle participe à L'Émission pour tous de janvier à mars 2014.
En parallèle, en 2011, elle écrit sa première pièce de théâtre, L'Amour sur un plateau, avec un rôle sur mesure pour Pierre Palmade. Les deux comédiens se retrouvent ensemble sur scène six ans après dans Si c'était à refaire. La pièce est diffusée à la télévision en première partie de soirée le 28 mai 2011 sur France 4. De septembre 2012 à juin 2013, elle partage l'affiche avec Chantal Ladesou dans sa nouvelle pièce, Adieu je reste !, au Théâtre des Variétés. De septembre 2014 à février 2015, elle est la tête d'affiche de sa nouvelle pièce Ouh Ouh mise en scène par Patrice Leconte au Théâtre des Variétés.
À la rentrée 2014, elle suit tout naturellement Laurent Ruquier sur RTL et fait son retour dans Les Grosses Têtes.
En 2015, elle écrit sa quatrième pièce, Ne me regardez pas comme ça !, et propose l'un des rôles principaux à Sylvie Vartan qui accepte. La chanteuse remonte sur scène à partir de septembre après quatre ans d'absence au théâtre. À cette occasion, Isabelle Mergault attend un triomphe pour devenir, à son tour, une des reines du théâtre de boulevard.
En 2018, elle écrit la pièce La Raison d'Aymé dans laquelle elle joue aux côtés de Gérard Jugnot et Anne-Sophie Germanaz.

### Vie privée
N'ayant jamais éprouvé l'envie d'être mère, elle adopte pourtant en 2010 une petite fille d'origine nigérienne prénommée Maya, née en 2009.

### Polémique
Alors que le film P.R.O.F.S. est rediffusé en juin 2023 sur la chaîne française Gulli, l'actrice évoque dans une série de tweets le « cauchemar » qu'a représenté le tournage de ce film et l'« envie de vomir » qu'elle éprouve à son évocation, relatant des comportements inappropriés ayant eu lieu à son égard comme à celui d'autres personnes lors de sa production, regrettant que le mouvement MeToo n'ait pas existé à ce moment-là.

## Filmographie

### Actrice

#### Cinéma
- 1979 : La Dérobade de Daniel Duval : une prostituée
- 1980 : L'Entourloupe de Gérard Pirès : Jeanine
- 1980 : Mais qu'est-ce que j'ai fait au bon Dieu pour avoir une femme qui boit dans les cafés avec les hommes ? de Jan Saint-Hamont : la serveuse
- 1981 : Diva de Jean-Jacques Beineix : la fille du jeu vidéo
- 1981 : On n'est pas des anges... elles non plus de Michel Lang : l'actrice qui joue l'hôtesse de l'air (non créditée)
- 1981 : Les hommes préfèrent les grosses de Jean-Marie Poiré : la maîtresse de Paul Berthellot
- 1982 : Le Choc de Robin Davis : l'employée de la banque
- 1982 : Pour cent briques, t'as plus rien... d'Édouard Molinaro : Ginette
- 1982 : Ça va faire mal ! de Jean-François Davy : Gina
- 1983 : Ça va pas être triste de Pierre Sisser : Zsa-Zsa
- 1983 : Vous habitez chez vos parents ? de Michel Fermaud : Andromaque
- 1984 : Stress de Jean-Louis Bertuccelli : Isabelle
- 1984 : L'Arbalète de Sergio Gobbi
- 1985 : L'Été prochain de Nadine Trintignant : Isabelle
- 1985 : Blanche et Marie de Jacques Renard : Odette
- 1985 : Profs de Patrick Schulmann : Caroline Derieux
- 1985 : L'Amour ou presque de Patrice Gautier
- 1985 : Cinéma de minuit, court-métrage de Patricia Bardon
- 1986 : Sauve-toi, Lola de Michel Drach
- 1987 : Sale Destin de Sylvain Madigan
- 1987 : Lévy et Goliath de Gérard Oury : Charlotte
- 1987 : Club de rencontres de Michel Lang : Bunny
- 1987 : Agent trouble de Jean-Pierre Mocky : la serveuse
- 1987 : Il est génial papy ! de Michel Drach : Zaza
- 1987 : Septième Ciel de Jean-Louis Daniel
- 1987 : Le Jupon de Nemours de Serge Korber : Odette[20]
- 1988 : L'Autre Nuit de Jean-Pierre Limosin : la femme gendarme
- 1988 : Une nuit à l'Assemblée nationale de Jean-Pierre Mocky : Fernande
- 1988 : À deux minutes près d'Éric Le Hung : la femme de ménage de Tristan
- 1989 : Pacific Palisades de Bernard Schmitt : Sandrine
- 1991 : Aujourd'hui peut-être... de Jean-Louis Bertuccelli : Elisa
- 1991 : Les Clés du paradis de Philippe de Broca : la fleuriste
- 2005 : Je vous trouve très beau d'Isabelle Mergault : la chauffeur de taxi (non créditée)
- 2017 : C'est beau la vie quand on y pense de Gérard Jugnot : Lisa

#### Télévision

##### Téléfilms
- 1980 : La Grossesse de Madame Bracht de Jean-Roger Cadet : Vevette
- 1981 : Samantha de Victor Vicas
- 1982 : Le Divan de Lazare Iglesis : l'amie
- 1987 : La Lettre perdue de Jean-Louis Bertuccelli : Annie
- 1992 : Le Cerf-volant de Jean-Paul Roux : Alexandra
- 2011 : Le Grand Restaurant II de Gérard Pullicino : la prostituée
- 2022 : Le Grand Restaurant : La guerre de l'étoile de Pierre Palmade.

##### Séries télévisées
- 1980 : Les Amours de la Belle Époque : Blanche (épisode 1.09 : Le roman d'un jeune homme pauvre)
- 1982 : Les Nouvelles Brigades du Tigre de Victor Vicas, épisode Made in USA de Victor Vicas
- 1982 : Toutes griffes dehors (mini-série)
- 1982 : Médecins de nuit : la standardiste SOS Amitié (épisode 4.07 : La Dernière Nuit)
- 1985 : Les Amours des années cinquante : Carole (épisode 1.04 : Le dimanche des Rameaux)
- 1985 : La Famille Bargeot
- 1986 : Espionne et tais-toi (épisode 1.02 : L'Omelette norvégienne)
- 1987 : Marie Pervenche : Dany (épisode 2.05 : La Dernière patrouille)
- 1987 : L'Heure Simenon : Marie-Lou (épisode 1.03 : Strip-tease)
- 1989-1991 : Navarro : Miss Lulu, la babysitteur de Yolande (8 épisodes)
- 2018 : À votre service de Florian Hessique (prime Destination soleil - épisode Remise à  niveau) : La professeur

### Scénariste
- 1987 : La Lettre perdue, téléfilm de Jean-Louis Bertuccelli (dialogue)
- 1988 : Souris noire (série télévisée) (épisode 1.06 : Le crime de Cornin Bouchon) (scénario)
- 1989 : Les Aventures de Franck et Foo-Yang (mini-série)
- 1990 : Série rose (série télévisée) (épisode 15 : La Dame galante) (scénario et dialogue)
- 1991 : Aujourd'hui peut-être... de Jean-Louis Bertuccelli (scénario et dialogue)
- 1992 : Voyage à Rome de Michel Lengliney (scénario et dialogue)
- 1993 : Classe mannequin (série télévisée) (épisodes 1.16, 1.20, 1.24)
- 1996 : Sans mentir, téléfilm de Joyce Buñuel
- 1997 : Un printemps de chien, téléfilm d'Alain Tasma
- 2000 : Meilleur Espoir féminin de Gérard Jugnot (scénario et dialogue)
- 2002 : L'Envolé, téléfilm de Philippe Venault
- 2005 : Je vous trouve très beau d'Isabelle Mergault
- 2008 : Enfin veuve d'Isabelle Mergault
- 2010 : Donnant Donnant d'Isabelle Mergault

### Réalisatrice
- 2005 : Je vous trouve très beau
- 2008 : Enfin veuve
- 2010 : Donnant Donnant
- 2023 : Des mains en or

## Doublage
- 2010 : L'Apprenti Père Noël de Luc Vinciguerra : Mme Poulmer

## Activités audiovisuelles
- 1988-1998 : Les Grosses Têtes (présenté par Philippe Bouvard) sur RTL : sociétaire
- 1992-1997 : Les Grosses Têtes (présenté par Philippe Bouvard) sur TF1 : sociétaire
- 1995 : Les Niouzes sur TF1 : chroniqueuse
- 1998-1999 : Rien à cirer de Laurent Ruquier sur France Inter : chroniqueuse
- 1999-2014 : On va s'gêner de Laurent Ruquier sur Europe 1 : chroniqueuse
- 2001-2005 :  On a tout essayé de Laurent Ruquier sur France 2 : chroniqueuse
- 2003 : Concours Eurovision de la chanson sur France 3 : commentatrice en duo avec Laurent Ruquier
- 2011-2013 : On n'demande qu'à en rire de Laurent Ruquier sur France 2 : membre du jury (occasionnellement)
- Depuis 2014 : Les Grosses Têtes (présenté par Laurent Ruquier) sur RTL et Paris Première : sociétaire

## Théâtre

### Comédienne
- 1981 : Le Divan de Remo Forlani, mise en scène Max Douy (Théâtre La Bruyère)
- 1985 : Impasse-Privé de Christian Charmetant et Antoine Duléry, mise en scène Michel Berto (Théâtre de l'Athénée)
- 2003 : La presse est unanime de Laurent Ruquier, mise en scène Agnès Boury : Stéphanie Grumet (Théâtre des Variétés)
- 2005 : Si c'était à refaire de Laurent Ruquier, mise en scène Jean-Luc Moreau : Claudine (Théâtre des Variétés)
- 2008 : Croque-monsieur de Marcel Mithois, mise en scène Alain Sachs : Coco Baisos (Théâtre des Variétés)
- 2011 : L'Amour sur un plateau d'Isabelle Mergault, mise en scène Agnès Boury : Caroline Lafaille (Théâtre de la Porte-Saint-Martin)
- 2012-2013 : Adieu je reste ! d'Isabelle Mergault, mise en scène Alain Sachs : Gigi (Théâtre des Variétés)
- 2014 : Ouh Ouh d'Isabelle Mergault et Daive Cohen, mise en scène Patrice Leconte : Ramona (Théâtre des Variétés)
- 2015 : Ne me regardez pas comme ça ! d'Isabelle Mergault, mise en scène Christophe Duthuron : Marcelle (Théâtre des Variétés et tournée)
- 2018 : La Raison d'Aymé d'Isabelle Mergault, mise en scène Gérard Jugnot (théâtre des Nouveautés puis théâtre Édouard VII en 2019 et tournée)
- 2020 : Elle & Lui d'Isabelle Mergault, mise en scène Christophe Duthuron, (théâtre des Nouveautés)
- 2021 : Adieu je reste ! d'Isabelle Mergault, mise en scène Chantal Ladesou et Olivier Macé : Gigi (Théâtre des Nouveautés)
- 2024 : Le Bracelet d'Isabelle Mergault, mise en scène Serge Postigo (Théâtre des Nouveautés)

### Dramaturge
- 2011 : L'Amour sur un plateau, mise en scène Agnès Boury (Théâtre de la Porte-Saint-Martin)
- 2012-2013 : Adieu je reste!, mise en scène Alain Sachs (Théâtre des Variétés)
- 2014 : Ouh Ouh, co-écrit avec Daive Cohen, mise en scène Patrice Leconte (Théâtre des Variétés)
- 2015 : Ne me regardez pas comme ça !, mise en scène Christophe Duthuron (Théâtre des Variétés)
- 2018 : La Raison d'Aymé, mise en scène Gérard Jugnot, (théâtre des Nouveautés)
- 2020 : Elle & Lui, mise en scène Christophe Duthuron, (théâtre des Nouveautés)
- 2024 : Le Bracelet, mise en scène Serge Postigo (Théâtre des Nouveautés)

## Publications
- Isabelle Alonso, Isabelle Mergault et Martial Vout, Plus jamais victime ! Survival, nouvelle méthode de défense au féminin, Neuilly-sur-Seine, Michel Lafon, 2002, 165 p. (ISBN 2-84098-781-3).
- Isabelle Mergault, Un escargot tout chaud : roman, Paris, Éditions Grasset & Fasquelle, 2017, 240 p. (ISBN 978-2-246-81300-2).

## Distinctions

### Décoration
- Chevalier de l'ordre du Mérite agricole en 2008 avec Michel Blanc à la suite du film Je vous trouve très beau[7].

### Récompenses
- César 2007 : Meilleur premier film pour Je vous trouve très beau
- Globe de Cristal 2015 : Meilleure pièce de théâtre pour Ouh Ouh

### Nominations
- César 2007 : Meilleur scénario original pour Je vous trouve très beau